# Nissan GT-R
Nissan GT-R — спортивний автомобіль, що випускається компанією Nissan Motor. Представлений як серійна модель на Токійському автосалоні 24 жовтня 2007 року, продажі стартують на початку 2008 року, спочатку в Японії, далі в США і, потім, в Європі. Індекс моделі — R35. На відміну від попередників, що випускалися тільки для JDM і обмеженим тиражем поставлялися в Англію, має варіант як з правим, так і з лівим кермом.

## Історія
GT-R R32, R33, R34
Починаючи з 2008 року Nissan перейменував «Skyline GT-R» просто в «GT-R». Частково це викликано ринковими міркуваннями, частково технічними: якщо аж до R34 Skyline GT-R був по суті вдосконаленим Skyline, то тепер GT-R являє собою абсолютно самостійний автомобіль.

## Концепт-кари

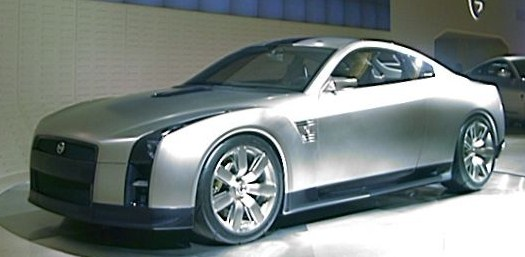
Концепт-кар Nissan GT-R (2001)

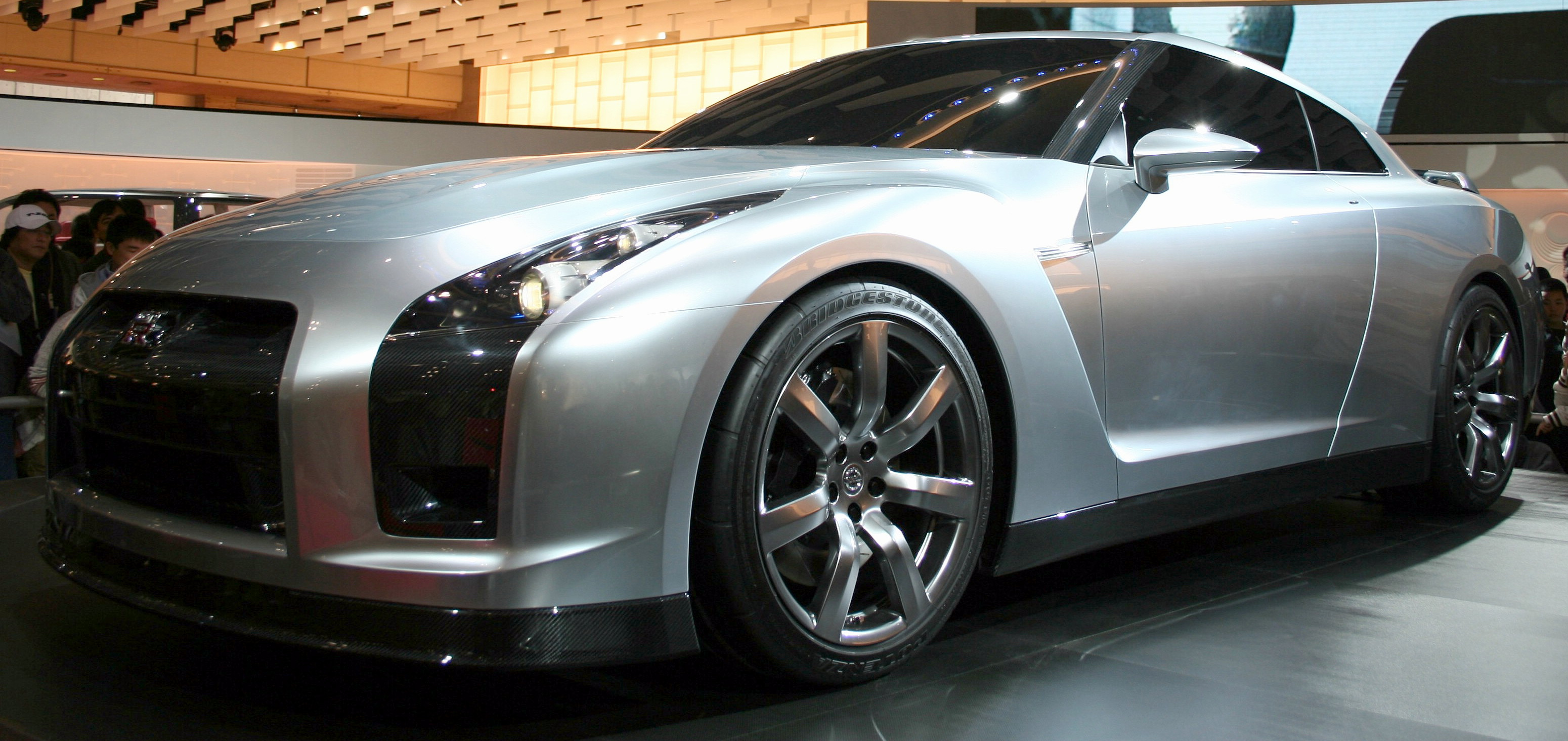
Концепт-кар Nissan GT-R (2005)

На автосалонах було показано лише два концептуальних автомобіля до представлення серійної моделі. Перший GT-R Concept був показаий на Токійському автосалоні в 2001 році, показуючи як виглядатиме GT-R 21-го століття. На Токійському автосалоні 2005 року компанія Nissan представила новий концепт-кар, GT-R Proto. Було оголошено, що серійний GT-R буде на 80-90 % ґрунтуватися на ньому.

## Серійна модель

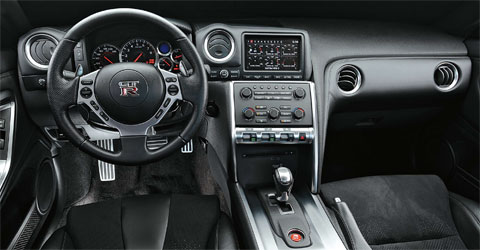

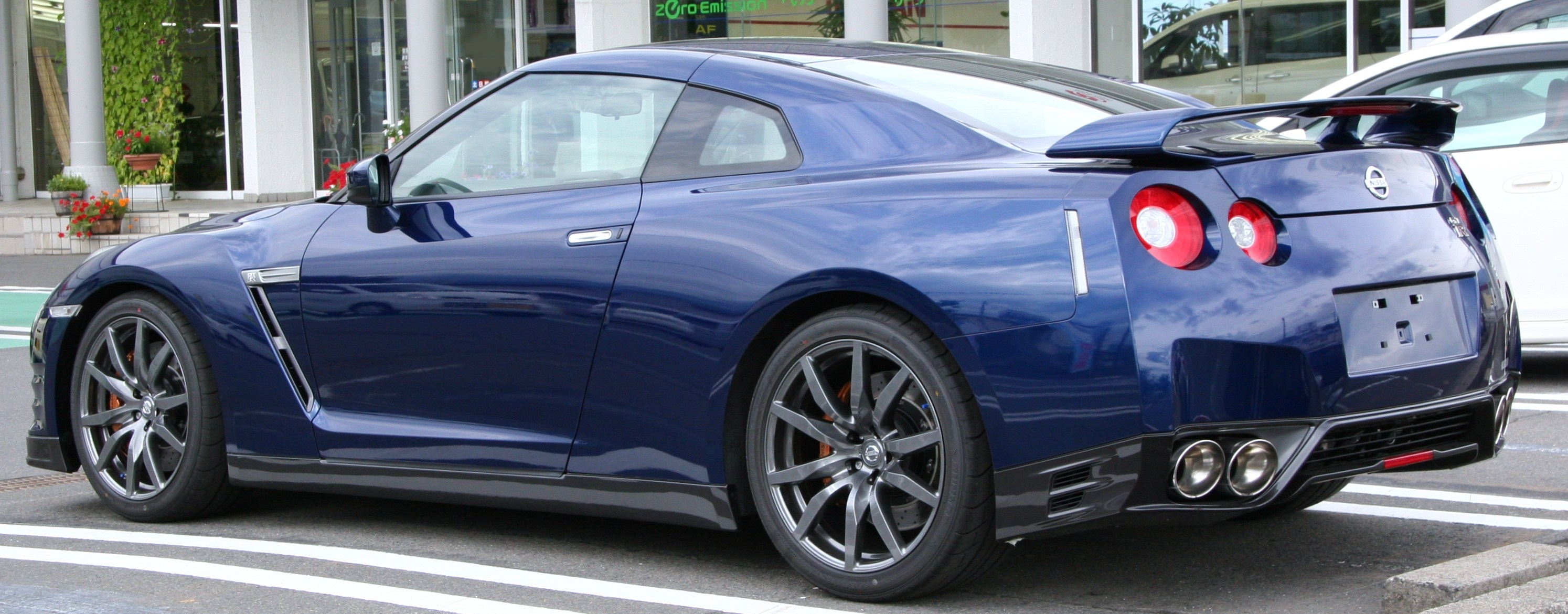

- Двигун: VR38DETT 6-циліндровий V-подібний, об'ємом 3,8 л, з двома турбонаддувами IHI, розташований попереду. Потужність: від 485 до 600 к.с. (710 к.с в GT-R50) в залежності від року випуску і модифікації при 6400 об/хв. Кожен двигун збирається вручну.
- Трансмісія: повнопривідна ATTESA E-TS з механічно диференціалом, що блокується. Трансмісія включає два приводні вали, один передає потужність від двигуна до коробки передач, розташованої в задній частині автомобіля, для приводу задніх коліс, другий — від коробки до передніх коліс.
- Коробка передач: 6-ступінчаста роботизована BorgWarner з подвійним зчепленням. Час перемикання менше 0,15 с. Знаходиться в задній частині автомобіля.
- Ковані колісні диски з надлегкого алюмінієвого сплаву
- Гальмівна система: дискові 15" гальма Brembo з 6-поршневими супортами спереду і 4-поршневими ззаду
- Незалежна підвіска: Bilstein DampTronic.

### Фейсліфтинг 2010 року

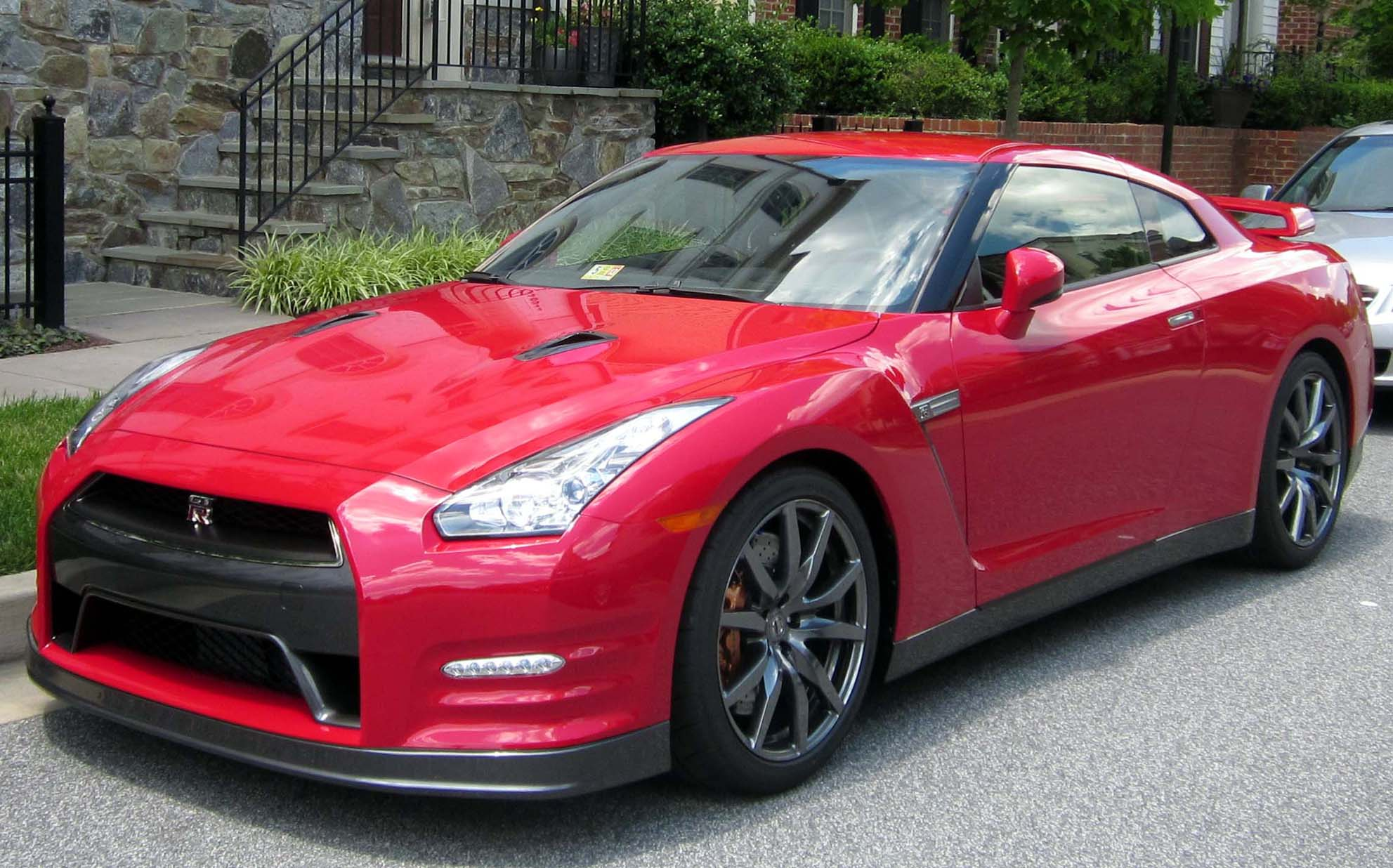
Nissan GT-R 2010 року

19 жовтня 2010 року представлений оновлений GT-R. Модель отримала нові світлодіодні фари денного світла. Змінено геометрію підвіски і характеристики амортизаторів.
Двигун тепер має 395 кВт (530 к.с.) при 6400 об/хв., а крутний момент до 612 Нм при 3200-6400 об/хв. В наш час[коли?] він досягає максимальної швидкості близько 320 км/год.
Ціна в наш час[коли?] складає € 90 900. Новий Nissan GT-R (Ніссан GTR) був показаний публіці восени 2011 року. Модель отримала мінімальні косметичні зміни в екстер'єрі та інтер'єрі, а головне, потужність силового агрегату істотно зросла. Автомобіль має передню підвіску на подвійних поперечних важелях. Задня підвіска — багатоважільна, верхні важелі створені з легкого металу — алюмінію. GT-R оснащений амортизаторами Bilstein з електронним управлінням, що дозволяє регулювати жорсткість підвіски. Система повного приводу з електромагнітною муфтою подарує повну впевненість на шосе. Nissan GT-R оснащений повним набором інформаційно-розважальних опцій, в які входять преміум-аудіосистема BOSE, DVD-плеєр, БК, навігатор, система комунікації Bluetooth. Nissan GT-R 2011-го модельного року пропонується з модернізованим 3.8-літровим бензиновим двигуном V6. У порівнянні з попередньою модифікацією, потужність мотора зросла на 20 к.с., що відбилося на показниках динаміки: новий GT-R «вистрілює» до 100 км / год всього за 2,8 с. Незважаючи на чудову динаміку, Nissan GT-R має помірний апетит. У змішаному циклі спорткар споживає всього 11.8 л / 100 км. Ціна на новий Nissan GT-R досить висока, але набагато нижче собівартості багатьох конкурентів у класі.

### Фейсліфтинг 2017 року

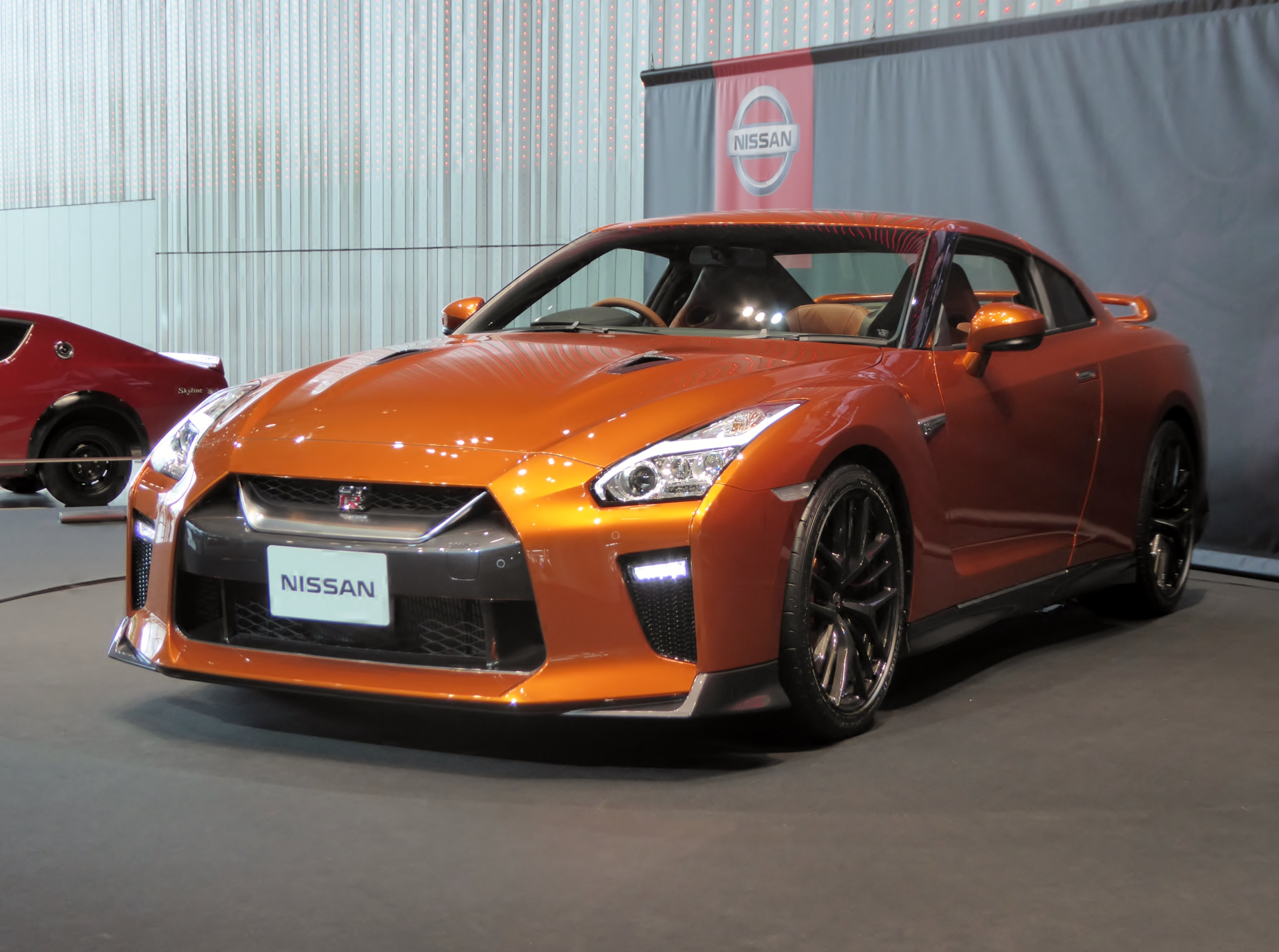
Nissan GT-R 2017 року

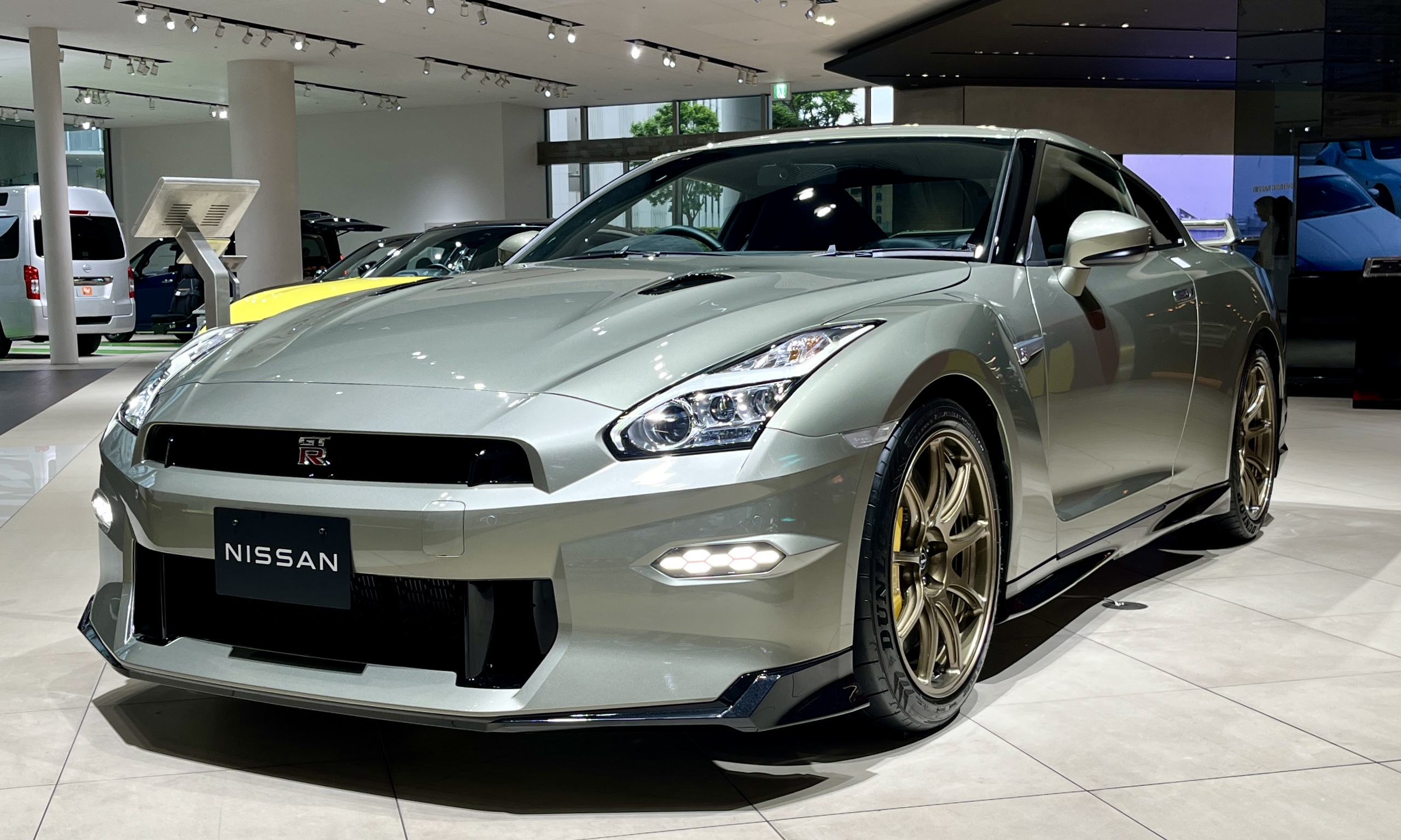
Nissan GT-R 2023 року

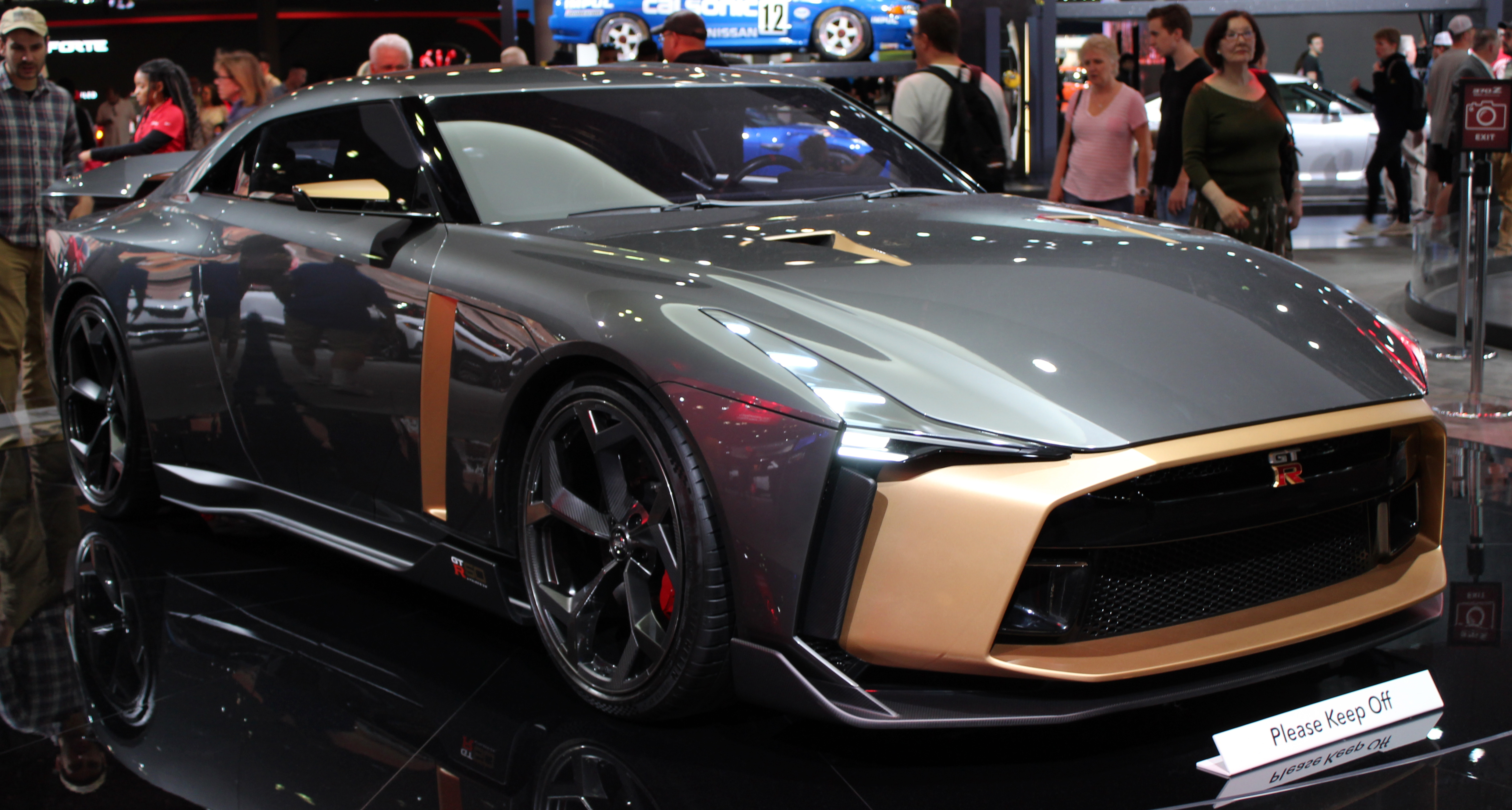
Nissan GT-R50

Двомісне купе Nissan GT-R у 2017 році отримало новий капот, решітку радіатора, бампери, що позитивно відобразилось на фронтальному притискаючому зусиллі та управлінні. Салон може похвалитись декількома новими кнопками та 8.0-дюймовим сенсорним екраном. На рульовому колесі з'явились перемикачі швидкостей, а двигун надбав 20 к.с. 
Автомобіль представлений у двох моделях: Premium і Nismo. Базова модель «Premium» оснащена: шкіряними сидіннями з електроприводом, монітором заднього виду, двозонним клімат-контролем, 8.0-дюймовим екраном навігаційної системи та аудіосистемою «Bose» на 11 динаміків. Модель «Nismo» пропонує: більш потужний двигун, кращу підвіску, посилений кузов та додаткове охолодження гальм. Більшість опцій розподілено по пакетам. Пакет «Cold Weather» додає шини для всіх сезонів та спеціальну охолоджуючу суміш. Пакет «Interior» подбає про передні крісла з ручною обстрочкою та яскраві кольори салону. Окремо для моделі «Nismo» пропонується титанова вихлопна система. 
Купе GT-R 2017 оснащене 3.8-літровим V6 двигуном з подвійним турбонадувом у версіях на 565 та 600 к.с. Показники, які здатні присоромити навіть деякі V8 силові агрегати. Цікаво, що кожен двигун має особистий підпис розробника. Приємним фактом є ще й те, що уся ця потужність та вишуканість пропонується за привабливою ціною, для свого сегменту звісно.
Nissan оновив лінійку версій GT-R для 2021 модельного року. Виробник припинив випускати варіанти купе Nissan GT-R 50th Anniversary Edition і Track Edition.
У 2024 році Nissan GT-R отримав оновлення зовнішнього вигляду. В лінійку комплектацій повернулась версія T-spec.

### Перерва 2021–2022
Було виявлено, що GT-R не буде пропонуватися в 2022 модельному році в Північній Америці (від середини 2021 до середини 2022 у календарних роках) після представлення варіанту T-spec. Однак в Японії та на інших ринках автомобіль продавали модель 2022 року.  Nissan Australia припинив випуск GT-R в Австралії та Новій Зеландії з 31 жовтня 2021 року, на нього більше не поширювалися нові правила бічного зіткнення. Автомобіль було продано 1021 одиницею в Австралії та 89 одиницями в Новій Зеландії, загалом 1110 одиниць було продано на австралійському ринку протягом 12 років продажів з моменту його дебюту в квітні 2009 року.  Поставки в Європу та Велику Британію були укладені в березні 2022 року через нездатність відповідати новим нормам шуму, які набули чинності в червні 2022 року.  За 13 років продажів з березня 2009 року Nissan продав більше 11 000 одиниць у Європі. 
У травні 2022 року Nissan офіційно закрив замовлення в Японії, оскільки досяг запланованого обсягу продажів.  Було виявлено, що автомобіль більше не продається в Північній Америці та Африці, оскільки офіційні веб-сайти Nissan USA, Nissan Canada і Nissan South Africa стверджували, що автомобіль розпродано.  Німецький автомобільний журнал Auto Motor und Sport стверджував, що він більше не випускався, оскільки виробництво моделі 2022 року було завершено. 
Реінтродукція
У жовтні 2022 року Nissan відновив виробництво 2023 модельного року. Пропустивши попередній модельний рік, автомобіль пропонувався лише в Північній Америці. Ніяких змін порівняно з попередньою моделлю не повідомляється. 

### Фейсліфтинг 2023 року
Автомобіль отримав третій рестайлінг у 2023 році для 2024 модельного року, представлений на Токійському автосалоні 2023 року. Nissan стверджував, що оновлена версія буде обмежена невизначеною кількістю, і вона в основному пропонувалася лише для японського, північноамериканського та окремих ринків із трьома комплектаціями: Premium, Nismo та T-spec. Варіант Track Edition був запропонований виключно в Японії.  На відміну від попередніх оновлених моделей, ця модель мала незначні косметичні зміни. Перероблені передній і задній бампери, передня решітка і заднє крило, покращена аеродинаміка навколо носа і заднього дифузора, що збільшило притискну силу без збільшення опору . У порівнянні з попереднім модельним роком механічних змін не було. На північноамериканському ринку оновлені версії Premium і Nismo надійшли в продаж у другому та третьому кварталі 2023 року відповідно. Японські продажі почалися в березні 2023 року. 

### Припинення
У червні 2024 року компанія Nissan оголосила, що ринкове виробництво GT-R у Північній Америці завершиться в жовтні 2024 року з двома ексклюзивними варіантами, обмеженими версіями T-Spec Takumi та Skyline, які припинять виробництво.

## Двигуни
- 3.8 л VR38DETT twin-turbo V6 485 к.с. 588 Нм (2008–04/2011)
- 3.8 л VR38DETT twin-turbo V6 530 к.с. 612 Нм (04/2011–01/2012)
- 3.8 л VR38DETT twin-turbo V6 550 к.с. 632 Нм (01/2012–08/2016)
- 3.8 л VR38DETT twin-turbo V6 570 к.с. 637 Нм (з 08/2016)
- 3.8 л VR38DETT twin-turbo V6 600 к.с. 652 Нм (з 08/2014, Nismo)

## Технічні характеристики
Усі наведені дані з офіційної інформації від Nissan.
| Nissan                                    | GT-R | GT-R |
| ----------------------------------------- | --- | --- |
| Двигун:                                   | 6-циліндрів-V-подібний (чотиритактний)                                                                               | 6-циліндрів-V-подібний (чотиритактний)                                                                               |
| Код двигуна:                              | VR38DETT | VR38DETT |
| Об'єм:                                    | 3799 см³ | 3799 см³ |
| Діаметр циліндра × хід поршня:            | 95,5 × 88,4 мм | 95,5 × 88,4 мм |
| Потужність при об/хв:                     | 357 кВт (485 к.с.) при 6400                                                                                          | 395 кВт (530 к.с.) при 6400                                                                                          |
| Максимальний обертовий момент при об/хв:  | 588 Нм при 3200-5200                                                                                                 | 612 Нм при 3200-6000                                                                                                 |
| Ступінь стиску:                           | 9,0:1 | 9,0:1 |
| Паливна система:                          | Електронна система вприскування палива, 2 турбокомпресора                                                            | Електронна система вприскування палива, 2 турбокомпресора                                                            |
| Клапанний механізм:                       | DOHC, 4 клапани на циліндр                                                                                           | DOHC, 4 клапани на циліндр                                                                                           |
| Охолодження:                              | Рідинне охолодження                                                                                                  | Рідинне охолодження                                                                                                  |
| Трансмісія:                               | КПП 6-ступінчаста з подвійним зчепленням з автоматичним режимом ATTESA ET-S повнопривідна                            | КПП 6-ступінчаста з подвійним зчепленням з автоматичним режимом ATTESA ET-S повнопривідна                            |
| Передня підвіска:                         | подвійні поперечні важелі, гвинтові пружини, електронний контроль демпфування                                        | подвійні поперечні важелі, гвинтові пружини, електронний контроль демпфування                                        |
| Задня підвіска:                           | багатоважільна вісь, пружини, електронний контроль демпфування                                                       | багатоважільна вісь, пружини, електронний контроль демпфування                                                       |
| Шини:                                     | ZRF20 передні 255/40 задні 285/35 ZRF20                                                                              | ZRF20 передні 255/40 задні 285/35 ZRF20                                                                              |
| Гальма:                                   | Brembo вентильовані дискові гальма всіх круглий (діаметр 38 см), передні 6 ззаду 4 поршневі гальма, підсилювач гальм | Brembo вентильовані дискові гальма всіх круглий (діаметр 38 см), передні 6 ззаду 4 поршневі гальма, підсилювач гальм |
| Кермове управління:                       | рейкове, з підсилювачем                                                                                              | рейкове, з підсилювачем                                                                                              |
| Кузов:                                    | з листової сталі, тримальний                                                                                         | з листової сталі, тримальний                                                                                         |
| Колія передня / задня:                    | 1590/1600 мм | 1590/1600 мм |
| Колісна база:                             | 2780 мм | 2780 мм |
| Габарити:                                 | 4655 x 1895×1370 мм                                                                                                  | 4655 x 1895×1370 мм                                                                                                  |
| Вага:                                     | 1750 кг | |
| Максимальна швидкість:                    | близько 310 км/год                                                                                                   | 315 км/год |
| Розгін 0-100 км/год:                      | 2,8 с | 3,5 с |
| Споживання пального (л/100 км, цикл JAP): | 12,2 | 12,4 |
| Вартість:                                 | Від близько 50.000, — € брутто в Японії / від 50.000, — € США від 75,000, — € для німецького ринку                   | від 90 900, — € |

## Spec V
Nissan випустив в 2010 році модифікацію GT-R V Spec.

## «Egoist»
Свого часу GT-R критикували через дешеві матеріали обробки в салоні. Nissan відгукнувся на критику фанатів і в 2010 році на Паризькому автосалоні представив нову модифікацію «Egoist». Новинка отримала 3,8-літровий V6-агрегат з подвійним турбонадувом, який видає потужність в 530 кінських сил і 612 Нм максимального крутного моменту. Трансмісія — шестиступінчастий автомат з системою подвійного зчеплення. До 100 км/год розганяється за 3.04 с, Максимальна швидкість 320 км/год. Але найголовніші зміни торкнулися, звичайно ж, салону. Для обробки одного салону егоїста, а триває це приблизно два місяці, компанії потрібно до п'ятнадцяти голів худоби. Усього доступно до вибору більш 84-колірних варіантів шкіри і близько двадцяти різних сортів. Цікавим фактом тут є попереднє обмірювання клієнта. Усі розміри враховуються при створенні достатнього простору в спортивному кріслі, зручності керування кермом, педалями і рукояткою перемикання швидкостей. Новинку оцінили в 245 000 доларів.

## Галерея

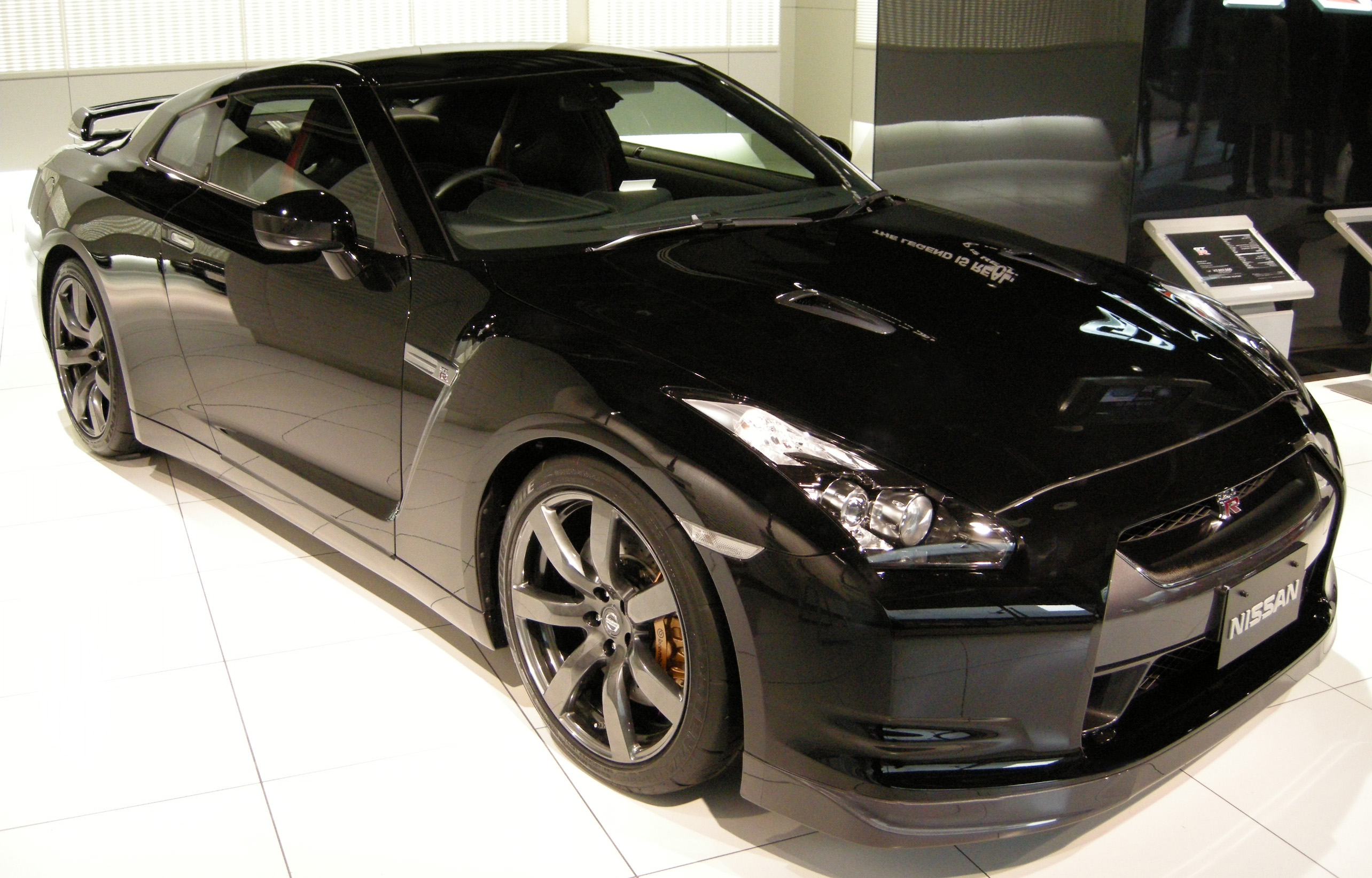
Nissan GT-R „Black Edition“
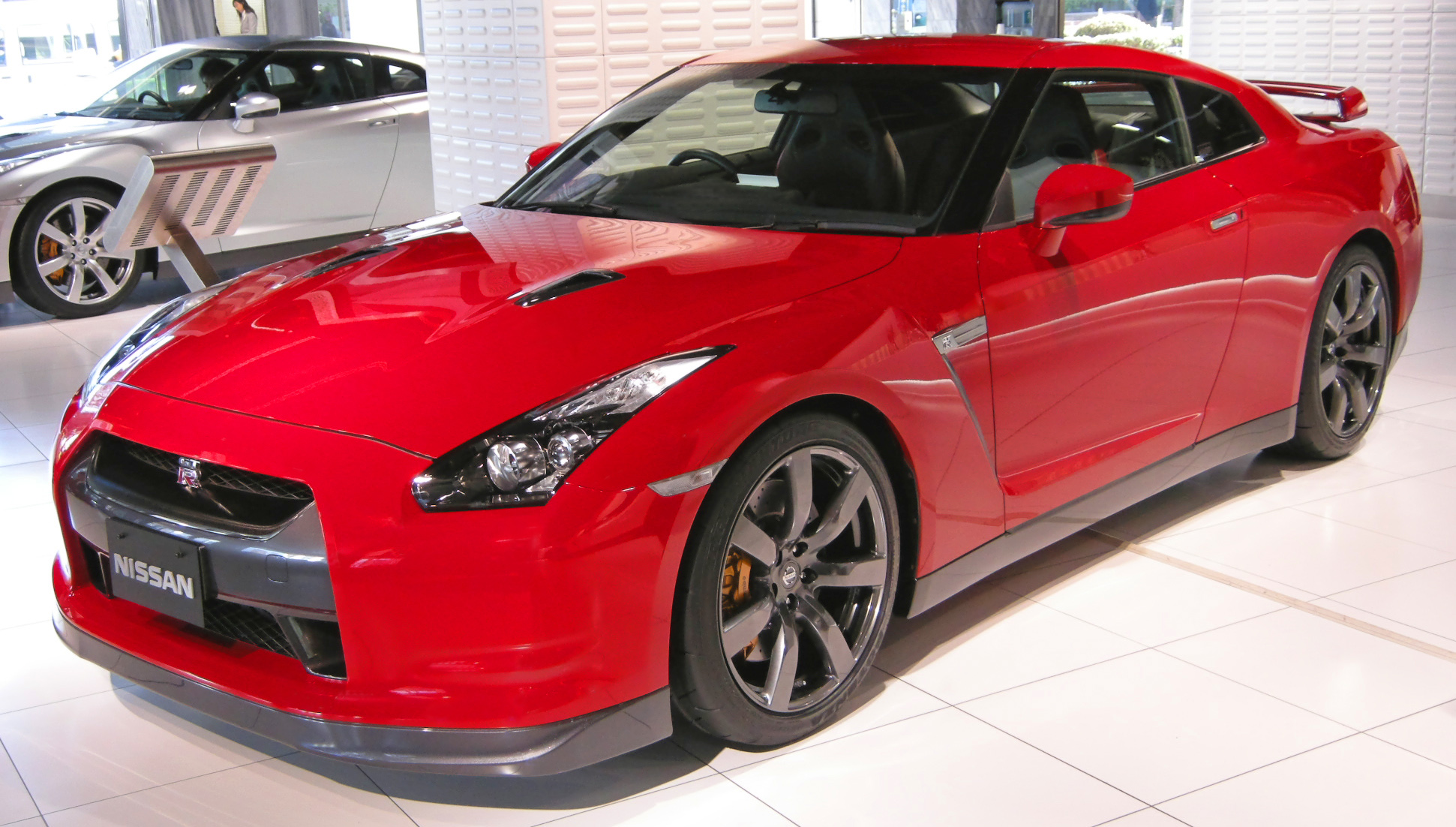
Nissan GT-R „Premium Edition“
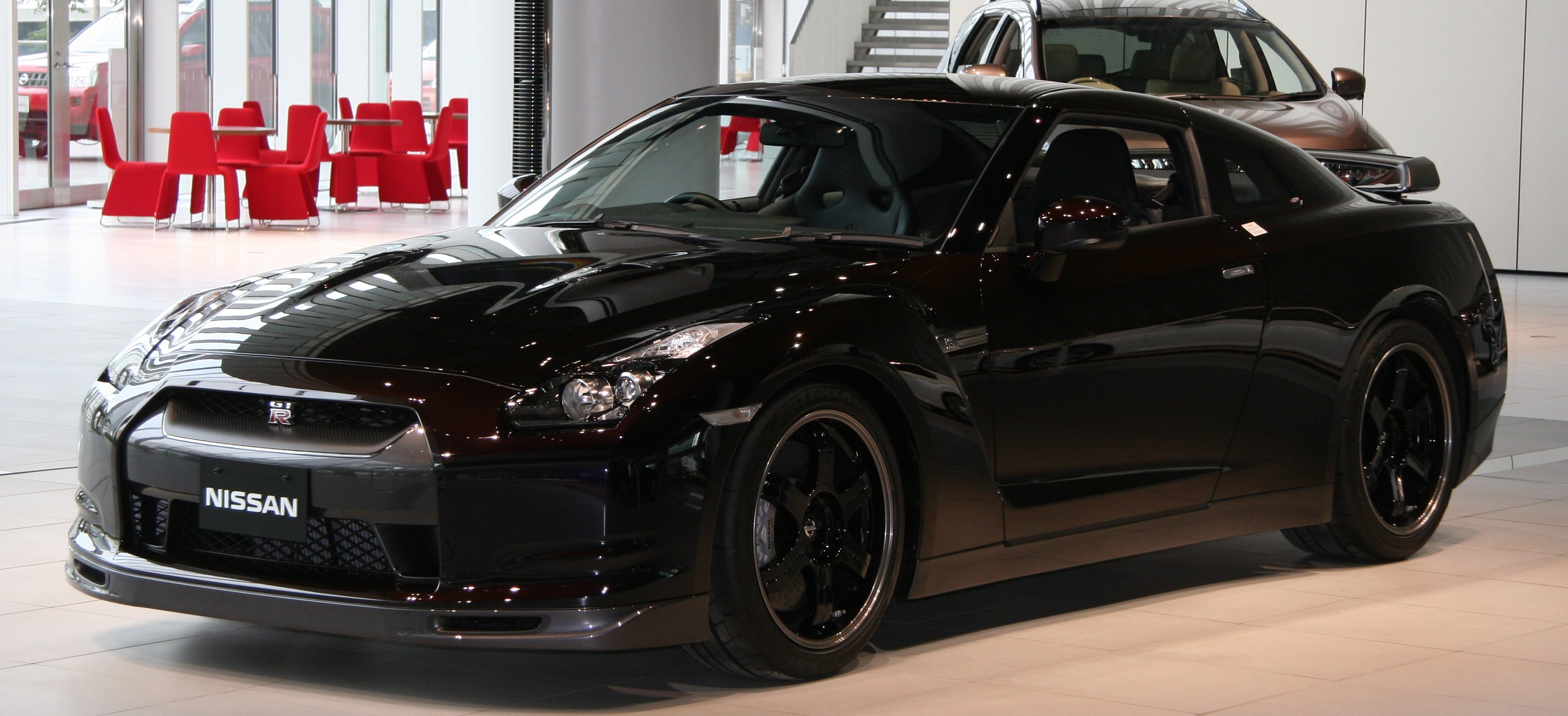
Nissan GT-R SpecV
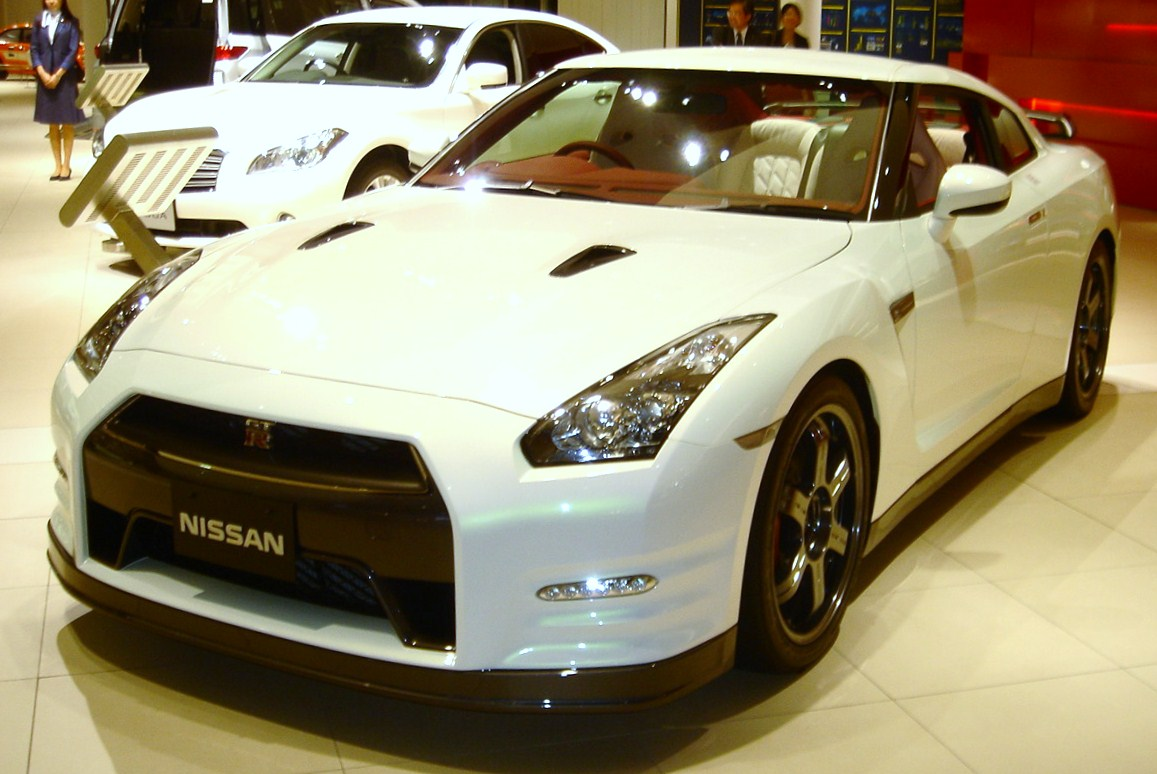
Nissan GT-R „Egoist“
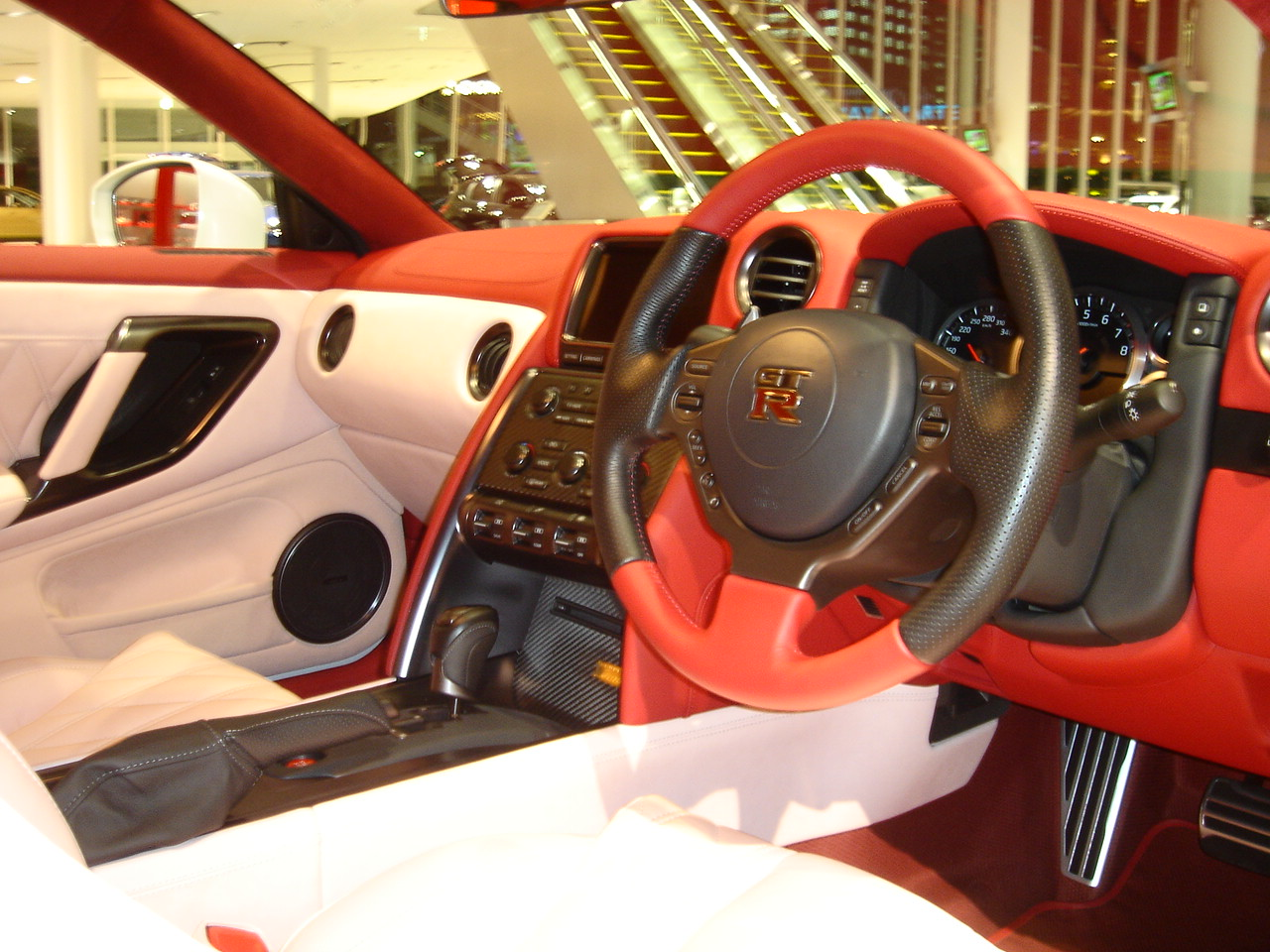
Салон Nissan GT-R „Egoist“
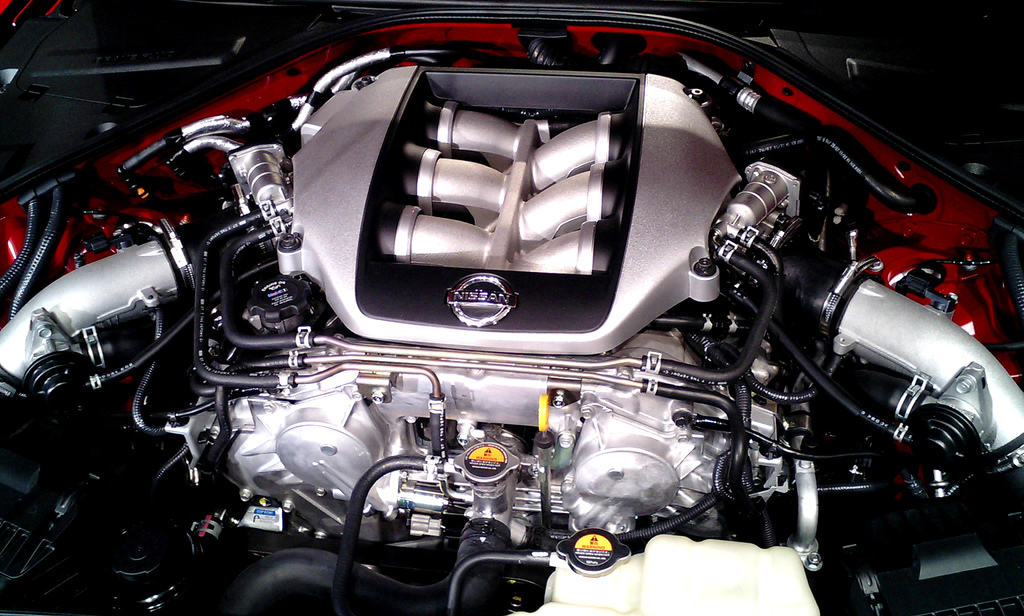
Двигун Nissan GT-R
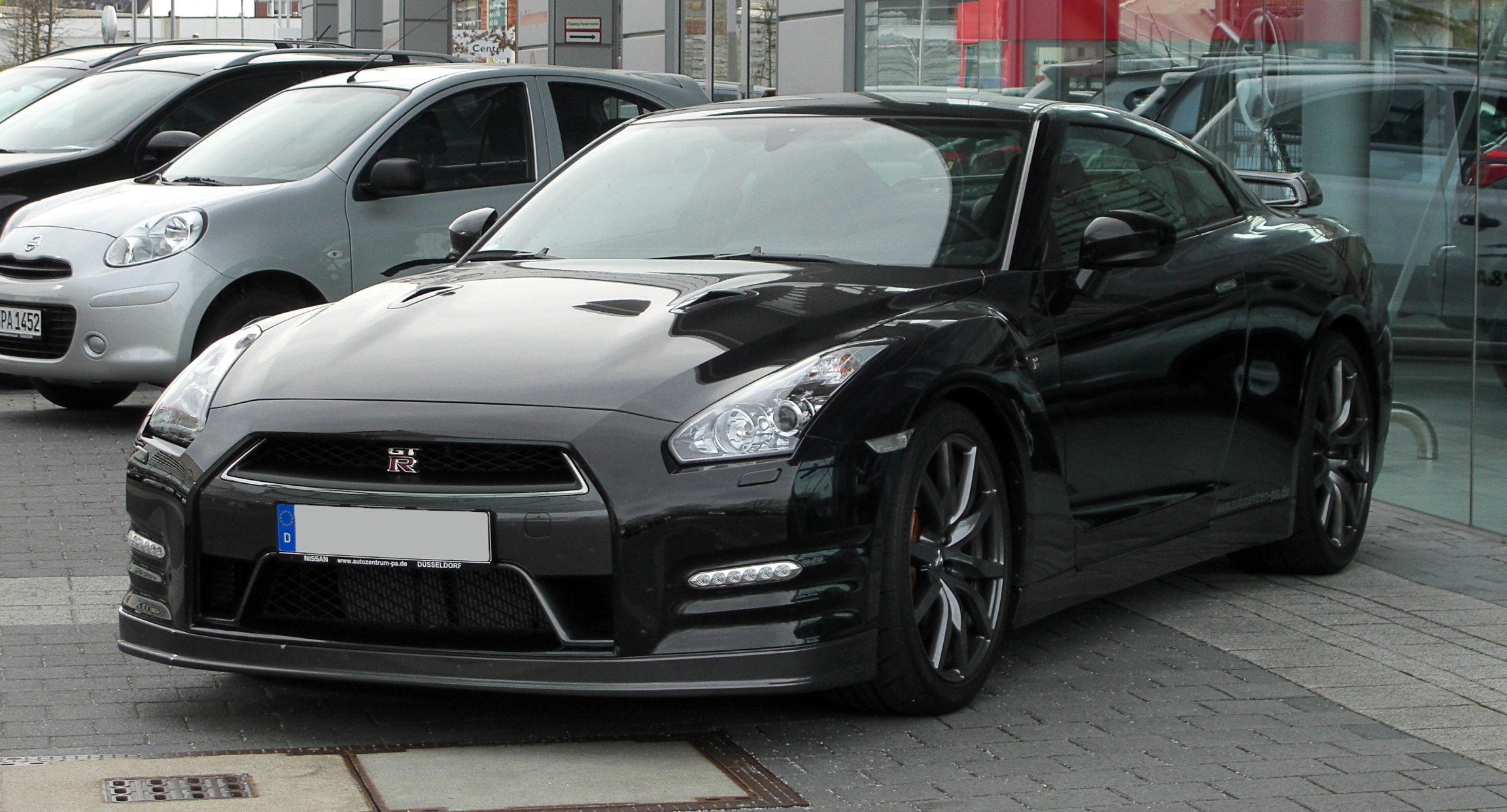
Nissan GT-R (з 2011)
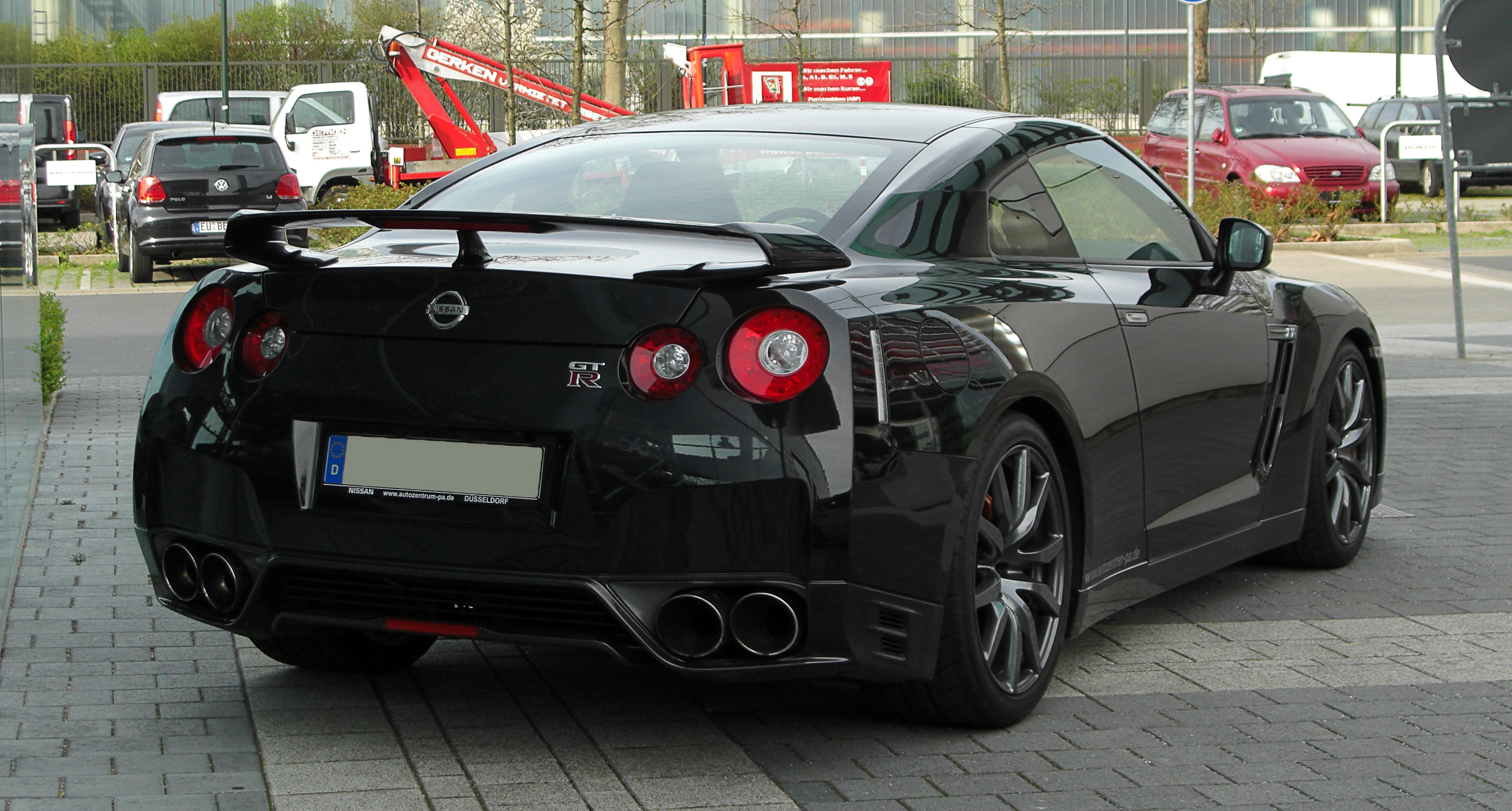
Nissan GT-R (з 2011)
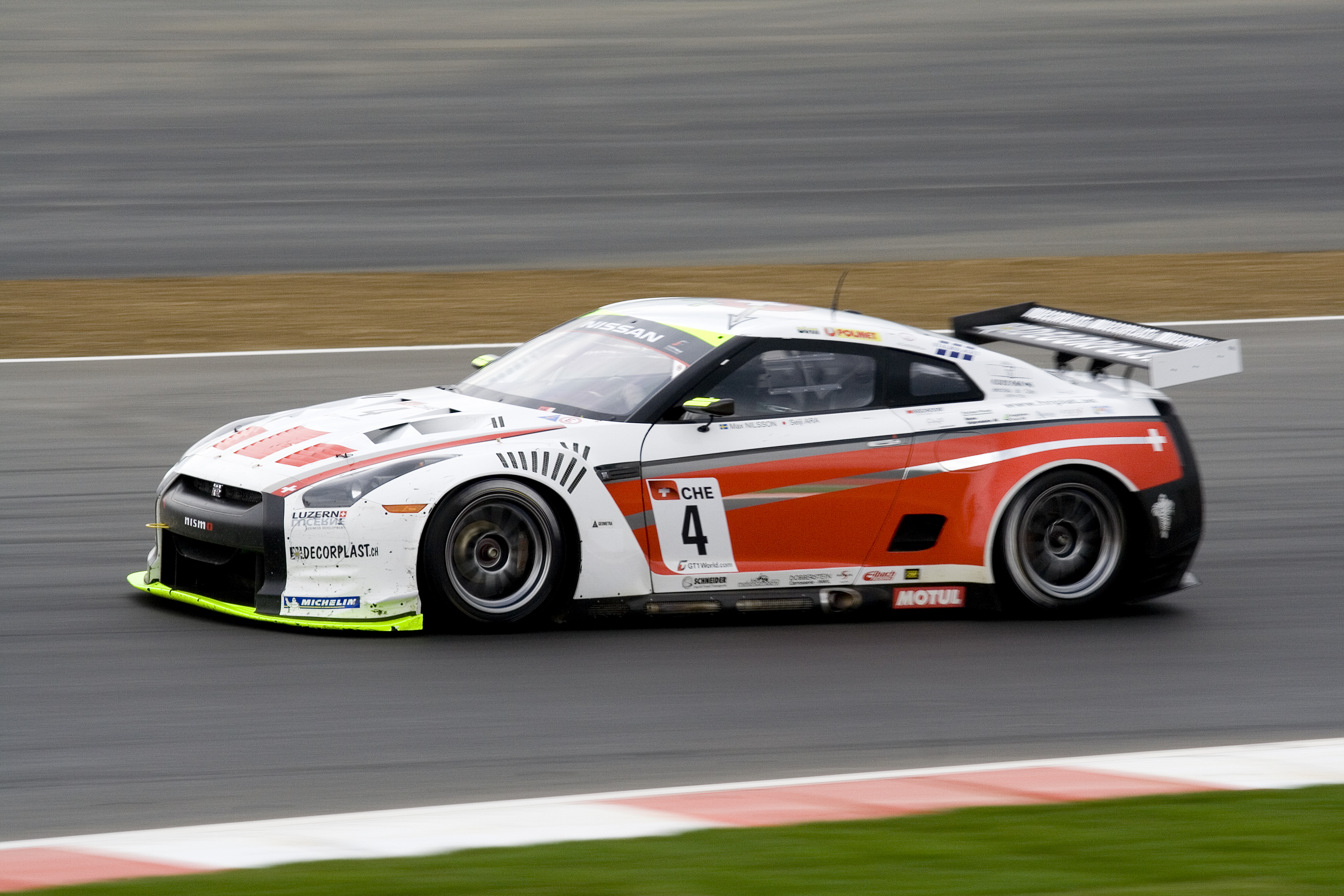
Nissan GT-R GT1

## Цікаві факти
- Першим автомобілем цієї моделі, котрі надійшли в продаж в США, володіє актор Захарі Лівай (Кіпп Стедмен із серіалу «Less than Perfect»).
- Nissan GT-R брав участь у зніманні серії фільмів «Форсаж» (5, 6 та 7). У минулих частинах використовувалися його «попередники» Skyline R33 і R34.
- 2011 року на треку в Японії (Sendai Hiland Raceway) був установлений рекорд розгону до 100 км/год, розгін був здійснений легендарним випробувачем Такао Мацумото за 2,84 секунди.
- Був проведений заїзд на 402 метра [Архівовано 21 серпня 2014 у Wayback Machine.] між моделями GT-R 2009, 2011 і 2012 модельних років, в якому з невеликою перевагою перемогла модель 2012 модельного року. (відео http://www.youtube.com/watch?v=tYXQgyAKO-0 [Архівовано 17 грудня 2015 у Wayback Machine.]).

## Продажі
| Calendar Year | США  | Канада | Японія | Європа (вкл. Велику Британію) |
| ------------- | ---- | ------ | ------ | ----------------------------- |
| 2007          | —    | —      | 807    | —                             |
| 2008          | 1730 | 137    | 4871   | 1                             |
| 2009          | 1534 | 133    | 531    | 1987                          |
| 2010          | 877  | 62     | 395    | 1078                          |
| 2011          | 1294 | 72     | 526    | 889                           |
| 2012          | 1188 | 117    | 558    | 738                           |
| 2013          | 1237 | 125    | 668    | 480                           |
| 2014          | 1436 | 125    | n/a    | 503                           |
| 2015          | 1105 | 130    | n/a    | 486                           |
| 2016          | 698  | 156    | n/a    | 618                           |
| 2017          | 578  | 134    | n/a    | 816                           |
| 2018          | 538  | 72     | n/a    | 524                           |
| 2019          | 331  | 53     | n/a    | n/a                           |
| 2020          | n/a  | 11     | n/a    | n/a                           |

Примітки
1. 1 2 3 4 5 6 7 8 9 10  Дані недоступні